# Фотохимические реакции
Фотохимические реакции — химические реакции, которые инициируются воздействием электромагнитных волн, в частности — светом. Примерами фотохимических реакций являются:
- фотосинтез в растениях,
- распад бромида серебра в светочувствительном слое фотопластинки,
- превращение молекул кислорода в озон в верхних слоях атмосферы,
- фотоизомеризация,
- фотохимически инициируемые перициклические реакции,
- фотохимические перегруппировки (напр. ди-π-метановая перегруппировка),
- фотореактивация — один из механизмов восстановления повреждений ДНК[1] у прокариот, простейших, грибов, растений и беспозвоночных и т. п.

Основными требованиями для фотохимических реакций являются:
- энергия источника излучения должна соответствовать энергии электронного перехода между орбиталями;
- излучение должно быть способным достичь целевых функциональных групп и не быть заблокированным реактором и другими функциональными группами.

Фотовозбуждение — первая стадия фотохимического процесса, когда реагирующее вещество переходит в состояние с повышенной энергией. Фотосенсибилизатор поглощает излучение и передаёт энергию реагирующему веществу. Обратный процесс называется «закалкой», когда фотовозбуждённое состояние деактивируется химическим реагентом.
Фотовозбуждение — это механизм возбуждения электронов путём поглощения фотона, при котором энергия фотона значительно ниже порога фотоионизации. Поглощение фотона происходит в соответствии с квантовой теорией Планка.
Фотовозбуждение играет главенствующую роль в процессе фотоизомеризации; кроме того, используется в цветосенсибилизированных солнечных батареях, фотохимии, люминесценции, лазерах с оптической накачкой и других фотохромных приложениях.